# Glenoleon pulchellus
Glenoleon pulchellus is een insect uit de familie van de mierenleeuwen (Myrmeleontidae), die tot de orde netvleugeligen (Neuroptera) behoort. 
Glenoleon pulchellus is voor het eerst wetenschappelijk beschreven door Rambur in 1842.